# ヴィオランテ・ベアトリーチェ・シリエ
ヴィオランテ・ベアトリーチェ・シリエ（Violante Beatrice Siries、結婚後はViolante Siries Cerroti、1709年1月26日 - 1783年）は、イタリアの画家である。肖像画を描いた。

## 略歴
フィレンツェで生まれた。父親はフランス人の金細工や宝石の加工を仕事とする、ルイ・シリエ(Louis Siries)で、フィレンツェの貴石加工工房、「Opificio delle Pietre di Pietra 」の所長を務めていた。フィレンツェにいる間は、1726年まで、肖像画家のジョヴァンナ・フラテリーニ(Giovanna Fratellini: 1666-1731)に学んだ 。1726年に父親がフランス王室の貴石加工の責任者として招かれ、家族とパリに移り、パリではイアサント・リゴーやフランソワ・ブーシェといった有名な画家たちに学んだ。
1732年に家族とフィレンツェに戻ると、すぐにフィレンツェの美術アカデミーに入会を許され、1731年に亡くなったジョヴァンナ・フラテリーニの後任として、メディチ家の公式肖像画家に任じられた 。メディチ家の仕事をするために1734年にはローマで働き、1735年はウィーンで働いた。この頃フィレンツェの彫刻家の息子、ジュゼッペ・セロッティ(Giuseppe Cerroti)と結婚した。
ヴィオランテ・ベアトリーチェ・シリエが教えた画家には、アンナ・ピアットーリ・バッケリーニ(Anna Piattoli Bacherini: 1720–1788)やマリア・コズウェイ(1760-1838)らがいる 。
作品には神聖ローマ皇帝、カール6世の家族を描いた集団肖像画や、父親を描いている自画像などがある。

## 作品

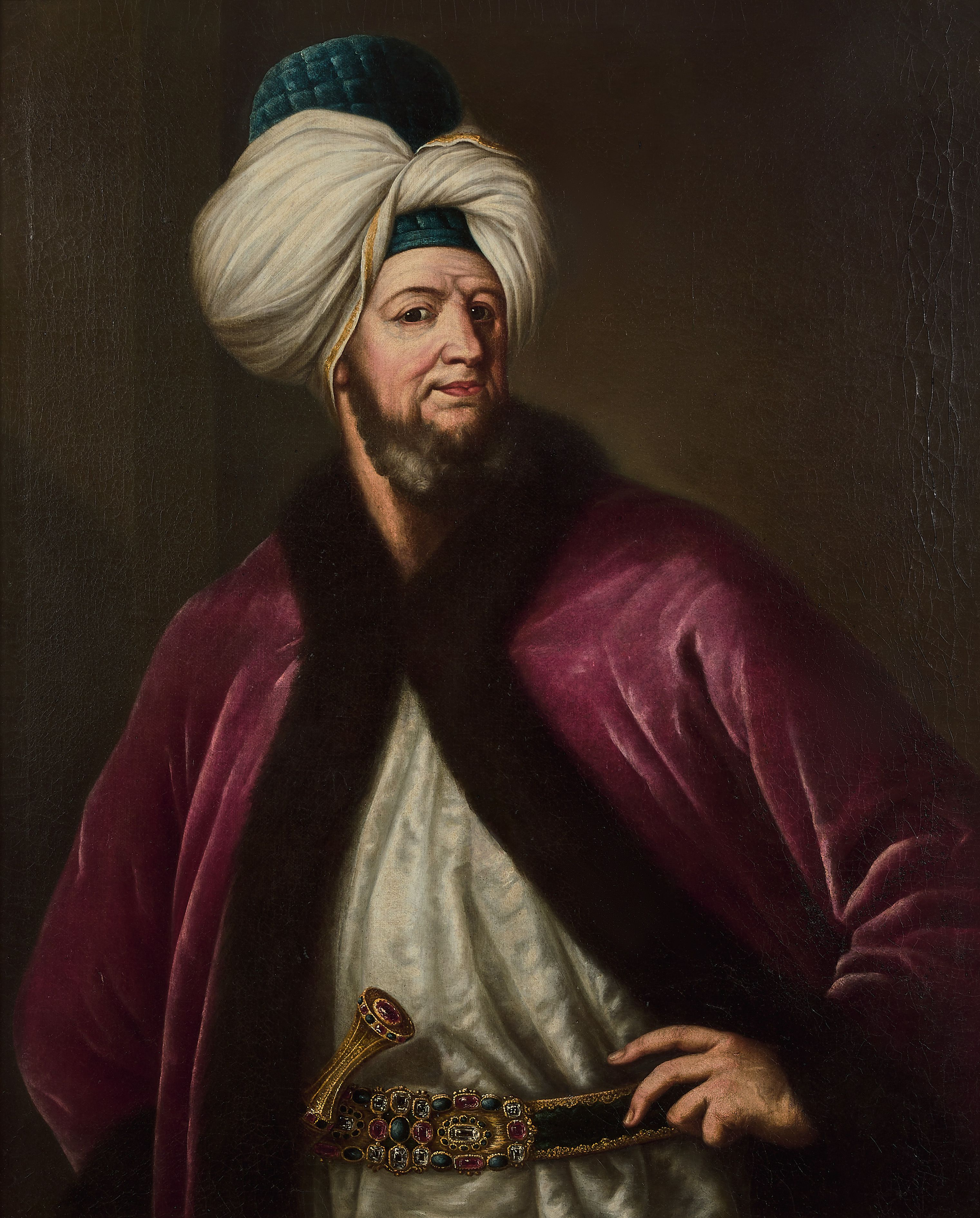
クロード・アレクサンドル・ド・ボンヌヴァル リモージュ美術館蔵
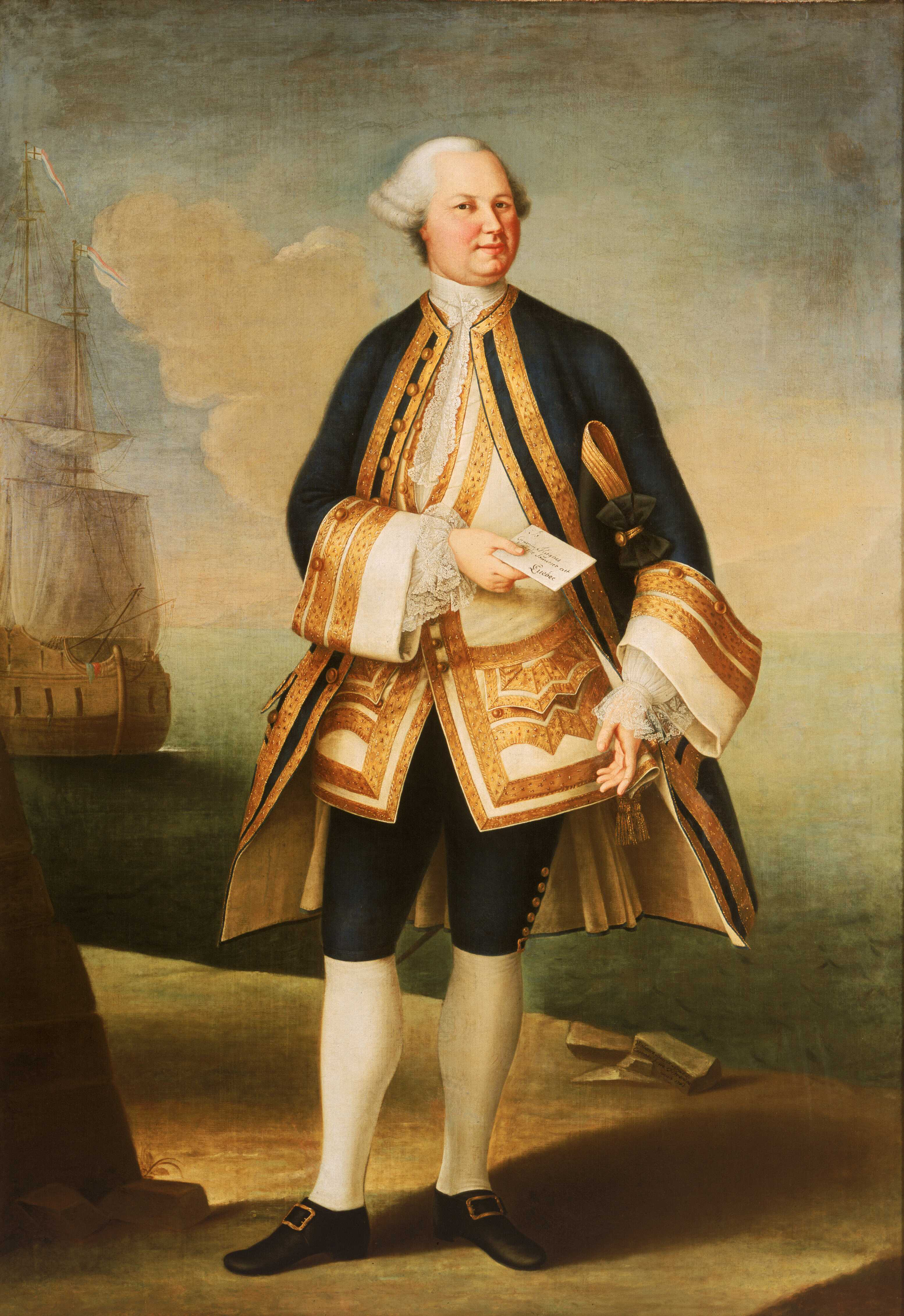
Edward Hughes-英国海軍軍人 国立海事博物館蔵
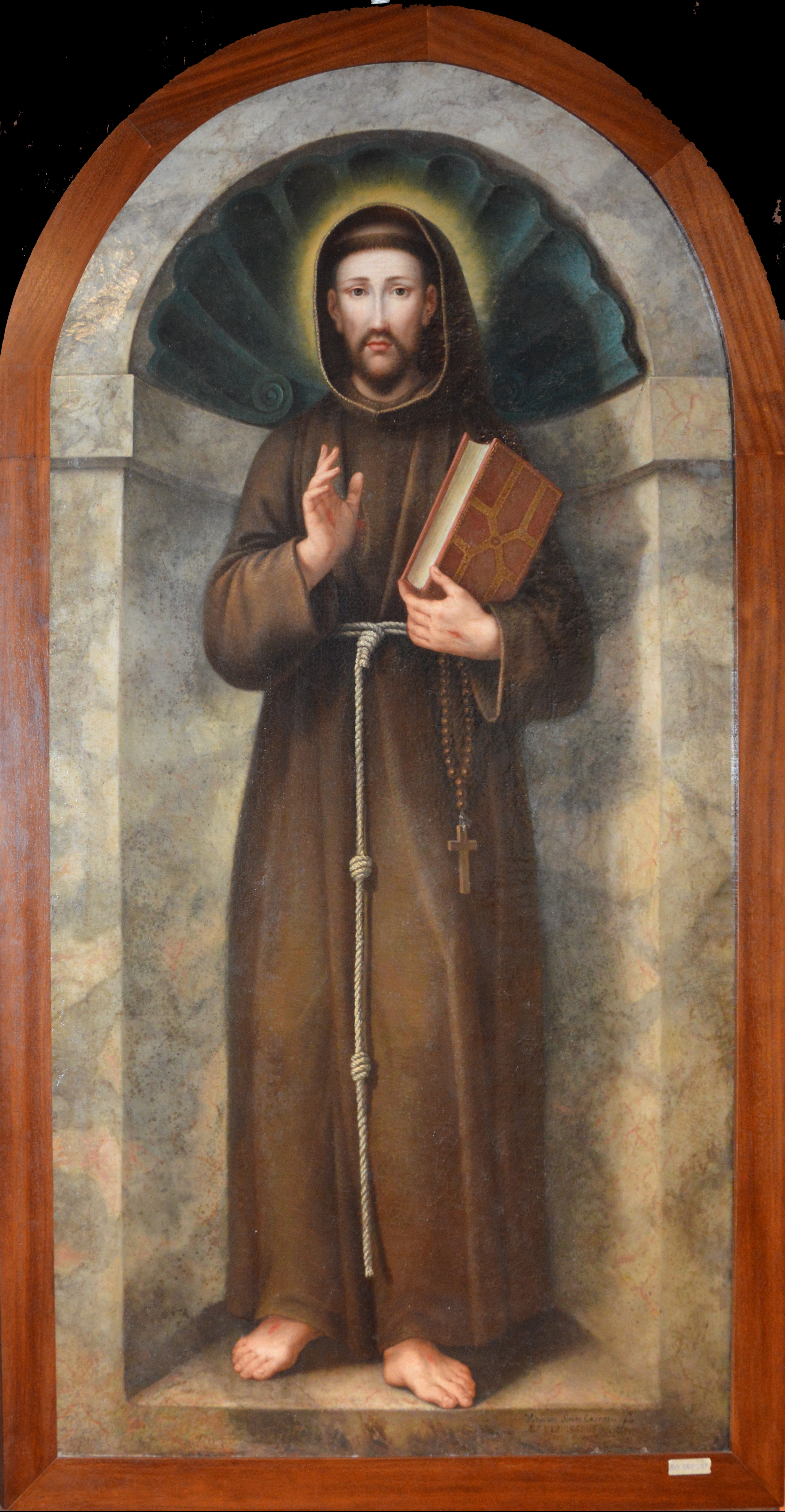
アッシジのフランチェスコ Chiesa dei Santi Francesco e Chiara（フィレンツェ）蔵